# Liste des ambassadeurs d'Allemagne en Côte d'Ivoire
 (octobre 2024).
Si vous disposez d'ouvrages ou d'articles de référence ou si vous connaissez des sites web de qualité traitant du thème abordé ici, merci de compléter l'article en donnant les références utiles à sa vérifiabilité et en les liant à la section « Notes et références ».
La République fédérale d'Allemagne a établi une représentation diplomatique en République de Côte d'Ivoire avant même d'accéder officiellement à l'indépendance. Le 14 décembre 1959, elle crée une antenne du consulat à Dakar. Le jour où l'ancienne Côte d'Ivoire a accédé à l'indépendance, l'avant-poste a été transformé en ambassade.Elle est toujours au siège du gouvernement à Abidjan. La RDA n'y a élu domicile une relation diplomatique officielle avec la Côte d'Ivoire que le 5 octobre 1984. En l'absence d'une ambassade distincte à Abidjan, les affaires officielles étaient exécutées par l'ambassadeur de la RDA à Lagos, au Nigeria.

## Ambassadeur de la République Fédérale d'Allemagne à Abidjan
| Nom de famille             | mandat      | Remarques |
| -------------------------- | ----------- | --------- |
| Théodore Axenfeld          | 1960-1963   |           |
| Rodolphe Jeune             | 1963-1969   |           |
| Paul Verbeeck              | 1972-1976   |           |
| Michel Smith               | 1985-1990   |           |
| Roland Zimmermann          | 1990-1993   |           |
| Günter Wasserberg          | vers 1994   |           |
| Hans Albrecht Schraepler   | 1994-1998   |           |
| Levain de Karin Blumberger | 1999-2002   |           |
| Marius Hass                | 2002-2005   |           |
| Rolf Ulrich                | 2005-2008   |           |
| Stephen Keller             | 2008-2011   |           |
| Charles Prince             | 2011-2014   |           |
| Claus Auer                 | 2014-2017   |           |
| Michel Gris                | 2017-2020   |           |
| Ingo Herbert               | 2020-2023   |           |
| Matthias Veltin            | depuis 2023 |           |

## Ambassadeur responsable de la RDA pour la Côte d'Ivoire
| Nom de famille            | mandat    | Remarques                                 |
| ------------------------- | --------- | ----------------------------------------- |
| Gerhard Haïda (1937-2014) | 1986-1988 | deuxième accréditation de Lagos / Nigéria |
| Manfred Seiferth (* 1940) | 1988-1990 | deuxième accréditation de Lagos / Nigéria |

## liens web
Site de l'Ambassade d'Allemagne à Abidjan
 